# Monte Arno
El monte Arno está situado en el noroeste de Guipúzcoa, en el macizo del mismo nombre. El monte se encuentra entre las localidades de Mendaro y Motrico. Tiene una altitud de 618 m s. n. m. y aunque el macizo de Arno se adentre en tierras de la provincia de Vizcaya, todo el monte Arno se encuentra en tierras guipuzcoanas. Se ha propuesto la zona de Arno como "Lugar de Importancia Comunitaria" (LIC) para su inclusión en la Red Natura 2000.
El Arno está formado por una gran mole de piedra caliza. El paisaje lo configura un frondoso bosque de encinas que lo cubre de un oscuro manto verde. El monte constituye una de las mayores masas forestales de encinas cantábricas del norte de la península ibérica.
El monte Arno aglutina gran carga histórica. La huella humana en la prehistoria se muestra en cuevas como Langatxo e Iruroin, situadas junto al río Deva, en el barrio de Astigarribia de Motrico, o las de Jentiletxeta en el barrio de Olatz, también en Motrico.

## Accesos
- Mendaro (1h 45m)
- Galbaixo (1h)
- Olatz (1h 15m)